# Bouddha (manga)
Pour les articles homonymes, voir Bouddha (homonymie).
Bouddha (ブッダ, Budda, titré La Vie de Bouddha en édition française de luxe) est un manga d'Osamu Tezuka. Il a été prépublié dans le magazine Comic Tom entre septembre 1972 et décembre 1983 et publié en 14 volumes reliés par l'éditeur Ushio Shuppan entre avril 1983 et octobre 1984. Il fut réédité en 7 tomes au format bunko par Kōdansha entre février 2011 et mai 2011. La série fut éditée par Tonkam en 8 volumes entre octobre 1997 et février 1999, puis rééditée en version de luxe entre juillet 2004 et août 2006. À l'occasion des 90 ans d'Osamu Tezuka, une version de luxe en 4 volumes est sortie entre le 31 octobre 2018 et le 27 mars 2019, aux éditions Delcourt/Tonkam.
Deux films d'animation ont été réalisés par Toei Animation en 2011et 2014. La version française est éditée par Kazé.

## Synopsis
L'histoire de Bouddha par Osamu Tezuka.
Dans l'Inde ancienne, les vies de nombreux hommes sont condamnées par la mousson, la famine, les guerres et les injustices dans le système des castes. Les vies entrelacées d'âmes malheureuses sont réunies par la naissance du jeune prince Siddhartha, qui va devenir Bouddha au cours d'un long voyage spirituel, en tentant de produire une renaissance spirituelle du peuple de cette terrible époque.

## Personnages

### Siddhartha / Bouddha
Le héros de l'histoire. C’est le prince du clan Shakya et le principal personnage de la série. Sa mère meurt juste après sa naissance vers le milieu du premier volume qui contient des présages qui semblent symboliser l’avenir de Siddhartha. Dans le deuxième volume, il grandit et s'ennuie dans sa vie privilégiée de prince, il quitte le palais et devient ascète (shramana). Dans le troisième volume, il fait face à de nombreuses difficultés dans sa nouvelle vie spirituelle. Dans le quatrième volume, après de multiples épreuves dans la Forêt d’Uruvela, il accède à l'éveil (bodhi) et continue d’enseigner à ses disciples (bhikshu) et à inspirer son entourage jusqu’à sa mort dans le huitième volume.

### Tata
Ami de Bouddha capable d'entrer dans le corps des animaux et de les manipuler, au début de la série. C’est un personnage fictif de la classe sociale des « Pariah » ce qui le rend encore plus « inférieur » que la classe sociale des esclaves. Dans son enfance, Tatta est très proche de la nature et possède l’unique aptitude de se transformer en animal. C’est un don dont le brahmane Naradatta profite énormément. Dans le premier volume, après être devenu amis avec l’esclave Chapra, sa mère et sa sœur sont tuées pas les armées destructrices de Kosala, massacrant tout ce qui se trouvait sur leur passage. Après l’exécution de Chapra et de sa mère, Tatta promet de se venger de l’empire de Kosala. Par la suite, Tatta devient un bandit et révèle son plan de revanche: montrer le monde à Siddhartha dans l’espoir que celui-ci entreprenne de vaincre l’armée Kosala lorsqu’il sera roi. Dans le troisième volume, il accepte d’arrêter ses activités de banditisme et dans le cinquième il devient un adepte laïque de Bouddha, refusant de devenir moine parce qu’il serait alors obligé de se raser la tête. Tatta est incapable de pardonner les Kosalans pour avoir tué ses proches et décide de joindre l’armée renégate des Shakyan qui cherchent à se venger des atrocités commises par le Prince Crystal. Tatta poursuit cette décision malgré les tentatives de Buddha pour le dissuader; il meurt dans le dernier volume en combattant l’armée des Kosala.

### Miguéla
Femmes amoureuse de Siddhartha, qui deviendra l'épouse de Tata. Bouddha tombe amoureux de la séduisante rebelle dans le deuxième volume. Les yeux de Miguéla sont brûlés suivant les ordres du père de Bouddha parce qu’elle conspirait dans le but de se marier avec lui. Elle sera aveugle pour le reste de la série, tout en étant malgré tout capable de « voir » le monde d’une manière mystérieuse. Elle deviendra la femme de Tatta et ils auront un fils mort-né dans le quatrième volume, et des triplés, introduits dans le septième volume.

### Devadatta
Enfant du roi d'après le père de Bouddha, Devadatta vécut dans la nature lors de ses premières années. Futur rival de Bouddha dont c’est l’un des premiers disciples. Il est le fils de Bandaka et a eu une enfance difficile. Il rencontre Tatta lorsqu’il est à la recherche d’un guerrier, et à travers Tatta, il rencontre Bouddha. Il quitte le Sangha quand il n’est pas choisi pour être le successeur de Bouddha, et essaye de former sa propre communauté en attirant à lui les partisans de Bouddha. Comme il échoue dans cette entreprise, il complote dans le but de tuer Bouddha, d’abord en faisant tomber un bloc de roche sur lui, puis en poussant un éléphant à l’écraser. À chaque fois, c'est l'échec. Devadatta empoisonne alors ses ongles mais se blesse en tombant, à la suite d'un faux-pas. Dans ses derniers mots, il avoue qu’il détestait Bouddha parce qu’il a toujours voulu lui ressembler sans y arriver.

### Asaji
Enfant sachant lire dans l'avenir. Dans le troisième volume, Siddhartha et Dhépa profitent de l’hospitalité d’un chasseur et de sa famille. En échange, le chasseur demande aux moines si son jeune fils, Asaji, peut les joindre dans leurs voyages. Se basant sur son air un peu bête et son nez qui coule, Dhépa et Siddhartha refusent, tentant de se défaire d’Asaji par tous les moyens possibles. Quand Asaji a de la fièvre après avoir poursuivi les moines à travers la mousson, Siddhartha est déterminé à le sauver. Siddhartha le soigne en suçant le poison hors de son corps. Pendant ce temps, Asaji inconscient rencontre, dans une vision, un dieu qui lui annonce qu’il sera dévoré dans dix ans à cause de la chasse incessante de son père. Au fur et à mesure que le temps passe, quand Siddhartha est séparé des autres moines, Asaji prédit avec succès et précision des catastrophes naturelles. Ses prédictions sont un don de dieu. Eventuellement, il est amené au roi Bambisara et prophétise son destin et celui de plusieurs autres nobles. Quand Siddhartha entreprend l’épreuve de la forêt, il est sidéré du fait qu’Asaji ne ressent aucune peur de son horrible destinée. Quand le moment de la vérité arrive, Asaji approche une portée de louveteaux affamée et se sacrifie aux féroces parents qui le mettent en pièces devant le regard horrifié de Siddhartha.

### Brahma
Envoyé des dieux qui aida Bouddha à atteindre « l'éveil ». Esprit universel suprême, il a fréquemment apparu à Bouddha comme un sage vieil homme. Brahma place Siddhartha sur le chemin de la quête pour trouver une solution à la souffrance (duḥkha). Après que Bouddha a atteint l'éveil, Brahma lui décerne le titre de Bouddha. Le Bouddha meurt dans le huitième volume et Brahma l’escorte personnellement dans l’au-delà où il avait promis de lui révéler ce qui attend ceux qui passent par la mort.

### Dhépa
Ami de Bouddha qui l'aida à se « purifier » pour atteindre « l’éveil ». C’est un samanna (un moine qui n’appartient pas à la caste des Brahmin) dont la philosophie est que les humains sont faits pour souffrir. Il brûle l’un de ses yeux pour rejoindre Tatta et Migguéla. Bouddha devient l’ami de Dhépa dans le troisième volume mais les deux se séparent quand Bouddha décide de ne pas poursuivre le train de vie de Dhépa. Même si Dhépa se moque des enseignements de Bouddha et tente même de le tuer à un moment, ce dernier sauve la vie de Dhépa dans le cinquième volume. Par la suite, Dhépa décide alors de devenir le disciple de Bouddha

### Ananda
Ancien voleur et tueur car il était possédé par un démon que Bouddha arriva à neutraliser. Le futur premier disciple de Bouddha. Ananda est le demi-frère de Devadatta comme mentionné dans le troisième volume. Le démon Mara le protégeait après que le père d’Ananda l’offrit en échange d’épargner sa vie. Après la mort de sa mère, Ananda veut se venger de toute l’humanité mais Bouddha le sauve. Ananda devient par la suite le principal disciple de Bouddha et son compagnon, même si des visions de la mort et de l’enfer continuent de le hanter.

### Ajase
Fils du roi de Maghada qui tua son père, comme l'avait prédit Asaji.

### Princesse Yashodara
Yashodara est une belle princesse, cousine de Siddhartha et amoureuse de ce dernier. Il l’épouse contre sa volonté et ils ont un fils: Rahula. Siddhartha la quitte le jour où Rahula est né

### Bandaka
Un archer arrogant qui apparaît dans le premier et deuxième volume. Il est amoureux de Yashodara et essaye avec détermination d’obtenir sa main. Il échoue et meurt en combattant l’armée des Kosala.

### Prasennajit
C’est le commandant de Kosala. Il est emprisonné par son fils qui le juge mentalement incapable de diriger l’empire. Bouddha réussit à convaincre son fils Virudhaka de le relâcher. Il meurt peu de temps après, réduit à mendier.

### Virudhaka
Le fils de Prasennajit aussi appelé Prince Crystal. Il ordonne que l’on tue sa mère après avoir découvert sa vraie caste.

### Bimbisara
C’est le roi de Maghada, celui qui sera tué par son fils comme le présage Asaji. Ce présage tourmentera Bimbisara durant toute sa vie.
Prince Ajasattu
Ajasattu est le fils de Bimbisara. Il est emprisonné dans le sixième livre pour avoir presque tué Bouddha avec une flèche. Il tombe amoureux d’une femme blonde aux yeux bleus du nom de Yudelka et, lorsque celle-ci est tuée, jure de se venger de son père .

### Lata
Une jolie ancienne esclave de qui Ananda tombe amoureux. Elle parle difficilement et se coupe les cheveux afin d’atteindre l’illumination. Elle meurt après être mordue par un serpent, ce qui devait arriver à Bouddha dans le septième volume.

### Angulimala
Un meurtrier sans scrupules qui est du côté d’Ananda et essaye de tuer Bouddha. Il a l’habitude de porter les doigts de ses victimes en forme de collier autour du cou. Il change grâce à Bouddha.

### Naradatta
Un moine qui devient un animal pendant 10 ans en forme de punition pour avoir tué des animaux pour sauver une vie humaine. Il devient un guide pour Devadatta et meurt dans le dernier volume où il est pardonné et retourne à sa forme humaine.

### Yatala
Un géant énorme , fils d’un esclave qui étudiait les plantes et les herbes et lui donna une potion afin qu’il soit puissant et invincible. Il devint garde pour le palais des Kosala mais s’enfuit quand il vit comment Virudhaka traita sa mère à cause de sa caste. Par la suite, il devint disciple de Bouddha.

### Asita
Le guide de Naradatta. Il apparait brièvement dans le premier volume et envoie Naradatta à la recherche d’un homme possédant le pouvoir de sauver le monde. Il réapparait plus tard pour bénir Siddhartha.

## Liste des volumes
1. Kapilavastu
2. Les Quatre portes
3. Dévadatta
4. La Forêt d'Uruvela
5. Le Parc aux gazelles
6. Ananda
7. Le Roi Ajase
8. Le Monastère de Jetavana

### Autres éditions
- Conrad Editora|Conrad
- Vertical

## Films d'animation
La trilogie de films d'animation est en préparation et deux sont déjà sortis. Ils sont réalisés par Toei Animation et Tezuka Productions. Le premier film, Bouddha : Le grand départ (手塚治虫のブッダ -赤い砂漠よ!美しく, -Tezuka Osamu no Buddha - Akai sabaku yo ! Utsukushiku), est sorti le 28 mai 2011 au Japon et le deuxième, Bouddha 2 : Un voyage sans fin (手塚治虫のブッダ -赤い砂漠よ!美しく-, Tezuka Osamu no Buddha - Owarinaki tabi), est sorti le 8 février 2014.

## Autres adaptations
En 2019, Valérie Mangin et Brice Cossu en publient une adaptation sous forme d'histoire courte qui paraît dans le magazine japonais Tezucomi.

## Prix et récompenses
- 2004 : Prix Eisner de la meilleure édition américaine d'une œuvre internationale pour les volumes 1 et 2
- 2005 : Prix Eisner de la meilleure édition américaine d'une œuvre internationale pour le volume 3